# Andrea Grendene
Andrea Grendene  (né le 4 juillet 1986 à Thiene, dans la province de Vicence en Vénétie) est un coureur cycliste italien. Il devient professionnel en août 2008 en signant pour l'équipe Type 1.

## Palmarès
- 2005
  - Coppa 1° Maggio
  - Gran Premio San Gottardo
  - Circuito Isolano
  - 2e de la Coppa Caivano
- 2006
  - Targa d'Oro Città di Legnano
  - 2e étape du Giro delle Valli Cuneesi
  - Trofeo SC Marcallo con Casone
  - Circuito Mezzanese
  - 2e de la Targa Crocifisso
  - 3e de La Popolarissima
  - 3e du Mémorial Benfenati
- 2007
  - Circuito Molinese
  - 3e du Trophée Lampre
- 2008
  - Boucles du Haut-Var
  - Coppa San Bernardino
  - Vicence-Bionde
  - Gran Premio della Liberazione
  - Milan-Tortone
  - Mémorial Carlo Valentini
  - Coppa San Biagio
  - Circuito Salese
  - 2e de la Coppa San Geo
  - 2e du Gran Premio della Possenta
  - 3e de la Coppa Caivano

## Classements mondiaux
| Année           | 2006 | 2007 | 2008 | 2009 | 2010 | 2011 |
| --------------- | ---- | ---- | ---- | ---- | ---- | ---- |
| UCI Asia Tour   |      |      |      |      |      | 333e |
| UCI Europe Tour | 968e |      |      |      |      | 804e |